# Leo Fuld
Pour les articles homonymes, voir Fuld.
 (novembre 2017).
Si vous disposez d'ouvrages ou d'articles de référence ou si vous connaissez des sites web de qualité traitant du thème abordé ici, merci de compléter l'article en donnant les références utiles à sa vérifiabilité et en les liant à la section « Notes et références ».
Leo Fuld est un chanteur né à Rotterdam le 29 octobre 1912 et mort à Amsterdam le 10 juin 1997.

## Biographie
Léo Fuld, chanteur yiddish et chef d'orchestre,  est naturalisé américain le 6 septembre 1944, chante en français, anglais et en yiddish.
Le yiddish est une langue juive d’origine germanique, proche de l’allemand, qui utilise du vocabulaire hébreu et slave. Il a servi de langue pour les Juifs ashkénazes d’Europe pendant près de 1 000 ans, et est toujours pratiqué à l’heure actuelle. Dans la langue, le mot Yiddish signifie « juif » ou « en rapport aux Juifs ». C’est avec les grandes immigrations juives du XIVe siècle, en provenance d’Europe centrale que la langue se développe, notamment en y intégrant des mots slaves. Cependant, au temps des "Lumières du XVIIIe siècle", le yiddish est progressivement considéré comme une langue vulgaire. Avec le développement de l’hébreu moderne cependant, la fin du XIXe siècle et le début du XXe siècle reste considéré comme l’âge d’or du yiddish. 
Léo Fuld était le dernier grand interprète de la chanson yiddish. Sa carrière a bien commencé avant la deuxième guerre mondiale et a terminé avec sa mort en 1997. C'est Leo Fuld qui a le mieux réussi à faire évoluer la musique yiddish à notre époque!
Sa carrière après la guerre ait rendu de nouveau son nom populaire dans le monde entier, et sur les étapes les plus prestigieuses de boîte de nuit et de concert. 
À l'âge de 83 il a enregistré "The Legend" ("la légende"), probablement son meilleur enregistrement, appelé le sgt. Pepper de la musique yiddish".

## Léo Fuld en France
1951 : À partir du 16 novembre au 12 janvier 1952 : Édith Piaf et Léo FULD sont l'extraordinaire succès qu'ils connaissent à l'A.B.C. « Le Théâtre du rire et de la chanson »  11, boulevard Poissonnière (2e Paris)
30 mars au 20 avril 1955 : Léo FULD accompagné par le orchestre de Bobby JASPAR All Stars à l'Olympia, 28, boulevard des Capucines (2e Paris).
2008 : Juste avant le dernier concert de Jetsex à Paris, on a demandé à Miko Bilbao quelle était la première chanson qui l'a fait pleurer ?
Miko Bilbao : « My yiddishe mama » par Leo Fuld.

## Discographie sélective
- 1933 : A Brievele der Mamme/Ich fuhr aheim (c'est son premier disque enregistré à Berlin) (Odeon)
- 1933 : Mein Shtetl (c'est sa première chanson à succès : il devient une vedette) (Odeon)
- 1933 : Roumanische Kretsche (Victrola)
- 1934 : A Klesmer Yingel (Oi Mamme! Bin Ich Farliebt)  (Victrola)
- 1934 : My Yiddishe Mama  (Victrola)
- 1935 : Oif'n Pripetshik  (Victrola)
- 1935 : Fraitag Oif der Nacht  (Victrola)
- 1935 : Shein Wie Die Lewone  (Victrola)
- 1936 : Yiddish ges'l (Odeon)
- 1936 : Dos Pintele Yid  (Victrola)
- 1936 : Mo-me-le  (Victrola)
- 1937 : Az der Rebbe Tantst  (Victrola)
- 1937 : Der Siderel (Yiddele Briederel)  (Victrola)
- 1937 : Gesselach  (Victrola)
- 1938 : A Letter to My Mother / You're the Sweetest in the Land (HMV)
- 1939 : My Yiddishe Mama (Ariola)
- 1939 : Resele  (Victrola)
- 1939 : Meine mutter bleib in Ungarn  (Victrola)
- 1947 : Wo Ahin Soll Ich Geh'n (Where can I Go)/Hebrew Chant with Orchestra Bruce Campbell and Wardour Singers (Decca). C'est son plus grand succès et le record des ventes. Plus de 7 800 000 exemplaires vendus
- 1947 : Pigalle/Homeland  (with Orchestra Lew Stone) (Decca F 9187/Decca DR.13631)
- 1948 : Wus Geween Ist Geween/I Love You Much Too Much (with Tuschinsky Orch.) (Elite Spezial 9080)
- 1948 : A brivele der mamme/Der alter zigoiner (with Orchestra Lew Stone) (Saturne 1055)
- 1948 : Moshiah (with Orchestra Guy Luypaerts (Saturne)
- 1950 : Mosiach/Mein steitale (Arton/licenced by Saturne to Hed Artz 10919)
- 1950 : Mazel/Wie ahein soll ich gein (with Orchestra Guy Luypaerts, trumpet Grisha Farfel) (Hed-Arzi  855/13320 licenced by Saturne)
- 1950 : Zigany Melody/Miserlu (acc. Grisha Farfel his trumpet and Orchestra) (Melodisc 5019)
- 1951 : Yaass/Pigalle (London 701)
- 1951 : Oif'n Weg Steht A Boim (Saturne)
- 1952 : Misirlou (Vogue)
- 1952 : Glik (Tikva)
- 1952 : Der Alter Tsigayner (Tikva)
- 1952 : Bessarabien (with Orchestra Abe Ellstein) (Hed-Arzi)
- 1952 : A Sudenyu (Tikva)
- 1953 : L'émigrant (Disque Columbia)
- 1953 : Ikh Zing (Tikva)
- 1954 : In Concert ("Ohel Shem Concert Hall" de Tel-Aviv le 26 juillet 1954) (Vogue 25 cm LP85)
- 1954 : Der emigrant (Telefunken UX 4673)
- 1954 : You Got To Have A Little Mazl  (Tikva)
- 1954 : Leo Fuld Sings Roumanische, Kretchme and other Yiddish Songs (Hataklit HI 25005)
- 1954 : Joue tzigane / Le moulin tourne (Saturne FR 1034)
- 1954 : Letter to my mother/Youre the sweet (London 827)
- 1956 : Leo Fuld at the Tuschinski-Theatre Amsterdam: Ca/The Sheikh of Araby/Tsigany Melody/My Jiddishe Mama (Telefunken hx-1012 ep)
- 1956 : Ay je l’aime (Vogue EPL 7140)
- 1957 : Leo Fuld with the Anton Kersjes Orchestra: Der Emigrant/Oif'n weg steht a boim/Shein wie die Lewoneh/Weil du bist mein (Telefunken ux-4673 ep)
- 1958 : Leo Fuld (with Martin Roman and his Orchestra) (Simcha Records JLP 2)
- 1959 : Poylish Yidl  (Hataklit)
- 1960 : Zigany Melody (Tikva)
- 1965 : Rumaynisher Kretshme  (Hataklit)
- 1965 : Leo Fuld with orchestra conducted by Pi Scheffer (Embassy/CBS Israel 31188)
- 1965 : Leo Fuld Chante en Français : Kaddish/Momele/Paris/La penombre (CBS 6311)
- 1967 : A Yiddische Momme/Recorded in 1967 (Artone MDS S - 3022)
- 1967 : Doina/Spiel Zigeuner (Artone)
- 1970 : A Yiddische Momme (Vogue HJV 119)
- 1972 : My Yiddische Mama (CBS)
- 1975 : Dat kleine beetje geluk op aarde (Europaclub)
- 1989 : My jiddishe mamme (CNR 100.248)
- 1991 : Shalom Israel (Columbia 4681322)
- 1997 : God Zegen Nederland EP (c'est sa dernière chanson)  (Hippo Records 97001)
- 1997 : The Legend (c'est son dernier album enregistré) (Hippo Records 97002)
- 1998 : Chants et traditions yiddish - Compilation avec Leo Fuld: Mosiagh/Dona, Dona, Dona (Disques Versailles 5099748955425)
- 1999 : Leo Fuld - My Yiddishe Mama (Sony BMG)
- 2002 : Shalom Israel (Sony BMG)
- 2002 : Slavia : le chant de l'Est (2 cd compilation avec Leo Fuld : Dona, dona, dona) (Virgin)
- 2003 : Leo Fuld Greatest Hits (Sony BMG)
- 2004 : The Baby Boom Generation (3 cd compilation avec Leo Fuld : Wo Ahin Soll Ich Geh'n) (Livr. Belgique)
- 2005 : My Yiddishe mama (Artone ART 2005006)
- 2006 : Vi ahin sol ich gayn (Hatikvah Y LF 1010)
- 2006 : Leo Fuld - Collections (Sony Music)
- 2007 : Chansons de Maman - Compilation avec Leo Fuld: Maman, fais dodo (Marianne Melodie)
- 2008 : Yiddish songs - Compilation avec Leo Fuld: Zigany melody et Yaas (Disques Office 91189)
- 2008 : The Legend - Édition anniversaire (Hippo Records 97002)